# João Pedro da Câmara
João Pedro da Câmara, fidalgo português, foi o capitão-general da Capitania de Mato Grosso de 1 de janeiro de 1765 a 3 de janeiro de 1769. Câmara chegou a Mato Grosso, na cidade de Vila Bela, em 25 de dezembro de 1764 pela rota Madeira-Mamoré, sendo o primeiro capitão-general a fazê-lo. Pouco se sabe bibliograficamente sobre a sua vida.